# لوسيانا كورتيس
لوسيانا كورتيس (بالبرتغالية: Luciana Curtis‏) هي عارضة برازيلية، ولدت في 12 ديسمبر 1976 في ساو باولو في البرازيل.